# You’ll Never Walk Alone

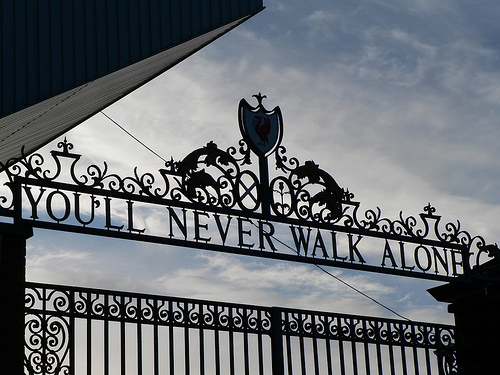
Brama Shankly w Liverpoolu

You’ll Never Walk Alone – piosenka z musicalu Carousel z 1945, do której muzykę skomponował Richard Rodgers a słowa napisał Oscar Hammerstein II.
Utwór wykonywali m.in. Gerry and the Pacemakers, Frank Sinatra, Elvis Presley, The Adicts czy w wersji instrumentalnej – Nina Simone.
You’ll Never Walk Alone stało się hymnem klubu piłkarskiego Liverpool F.C. i innych, m.in. Celticu i St. Pauli.
Utwór dotarł trzykrotnie na 1. miejsce brytyjskiej listy przebojów:
- w październiku 1963 w wersji Gerry and the Pacemakers,
- w czerwcu 1985 w wersji The Crowd (brytyjscy artyści charytatywnie dla 56 ofiar pożaru na stadionie Bradford City)[3],
- w kwietniu 2020 w wersji 99 letniego kapitana Toma Moore i Michaela Balla (charytatywnie dla funduszu NHS, wspierającego brytyjską służbę zdrowia w zwalczaniu wirusa COVID-19)-[4].

Brytyjski zespół Pink Floyd zawarł fragment piosenki w końcówce utworu Fearless z albumu Meddle wydanego w roku 1971.